# Lodovico Giustini

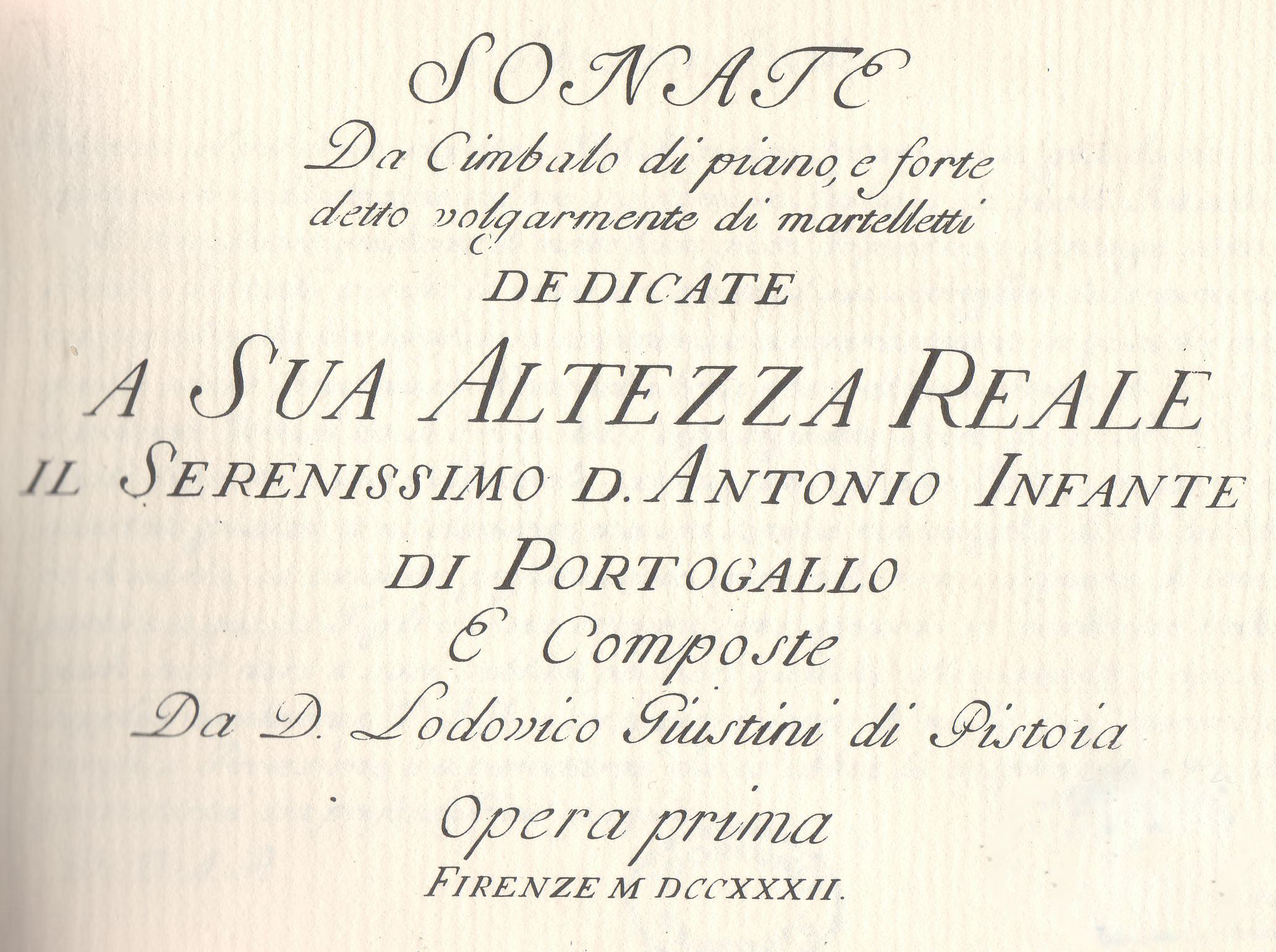
Frontespizio dell'autografo della raccolta 12 sonate de cimbalo di piano e forte detto volgarmente di martelletti

Lodovico Maria Giustini (Pistoia, 12 dicembre 1685 – Pistoia, 7 febbraio 1743) è stato un compositore, organista e clavicembalista italiano del tardo barocco e del primo classicismo. Egli fu il primo compositore a scrivere musica per fortepiano.

## Biografia
Giustini discendeva da una famiglia di musicisti, della quale si trovano tracce dagli inizi del XVII secolo; per coincidenza nacque lo stesso anno di Johann Sebastian Bach, Domenico Scarlatti e Georg Friedrich Händel. Il padre di Giustini era organista della Congregazione dello Spirito Santo e lo zio Domenico Giustini era un compositore di musica sacra.
Nel 1725, con la morte del padre, Giustini diventò organista della Congregazione e acquisì fama come compositore di musica sacra: in particolare di oratori e cantate. Nel 1728 scrisse in collaborazione con diversi musicisti, per lo più pistoiesi, ma anche di altre città toscane, come per esempio Giovanni Carlo Maria Clari, un oratorio in onore di San Giacomo, patrono di Pistoia, che fu presentato lo stesso anno. Nel 1734 fu nominato organista della Cattedrale di Pistoia, posizione che tenne per il resto della sua vita. Inoltre fu attivo come organista presso diverse istituzioni religiose e si esibì come clavicembalista in diverse occasioni, spesso nei suoi oratori.

## Considerazioni sull'artista
La fama di Giustini rimane principalmente legata alla sua raccolta di 12 sonate da cimbalo di piano e forte detto volgarmente di martelletti, opus 1, pubblicata a Firenze nel 1732, la quale fu in assoluto la prima musica ad essere stata scritta per fortepiano (il precursore del pianoforte). Queste erano dedicate a Dom António de Bragança, il fratello più giovane di Giovanni V del Portogallo (la Corte Portoghese fu uno dei pochi posti dove il fortepiano veniva suonato).
Questi pezzi, che erano sonate da chiesa con parti veloci e lente alternate (quattro o cinque movimenti per sonata), anticipano di trent'anni tutta l'altra musica scritta per fortepiano. Giustini sfruttò tutte le potenzialità espressive di questo nuovo strumento, il quale presentava un ampio contrasto dinamico: proprietà non possibili negli altri strumenti a tastiera dell'epoca. Armonicamente questi brani si collocano in un punto di transizione tra il tardo barocco e il primo periodo classico e includono innovazioni come accordi di sesta eccedente e modulazioni alle tonalità lontane.
Invece per quanto concerne la sua musica sacra, scritta su larga scala, è andata tutta perduta ad eccezione di qualche frammento di arie sparse.

## Discografia
- Works of Lodovico Giustini, Vol. 1 - Mieczyslaw Horszowski, fortepiano
- "Giustini on Cristofori" - Edwin Good, fortepiano
- Lodovico Giustini - Sonate da Cimbalo di piano e forte Op. 1 - Enrico Maria Polimanti, piano - Naxos 2014
- "Sonate da Cimbalo di piano e forte detto volgarmente di martelleti" - Cremilde Rosario Fernandes
- "Bartolomeo Cristofori - Sei Sonate di varij Autori" Luca Guglielmi, Fortepiano
- "Tage Alter Musik in Herne 1996 ----fliessen rechts zur Donau hin" - Wolfgang Brunner, Fortepiano
- "12 Sonate da Cimbalo di Piano e Forte" - Andrea Coen, Pianoforte copia di K. Schwarz da B. Cristofori, Lipsia, 1726 (3CD, 2010)
- "Giustini: 12 Sonatas Op.1" - Paolo Zentilin, pianoforte - 3CD Brilliant Classics 2021